# 百和路

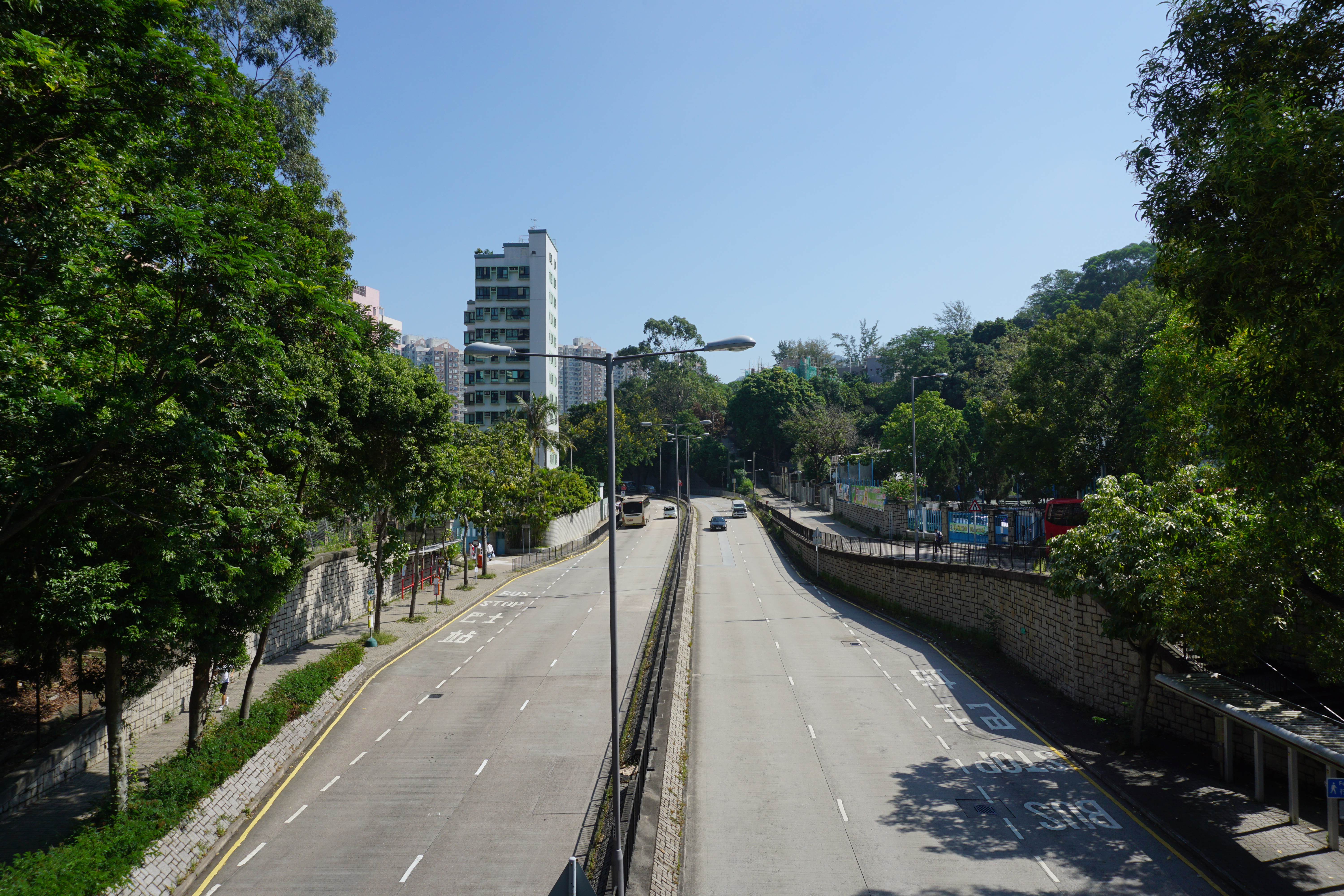
百和路東段近中華基督教會基新中學

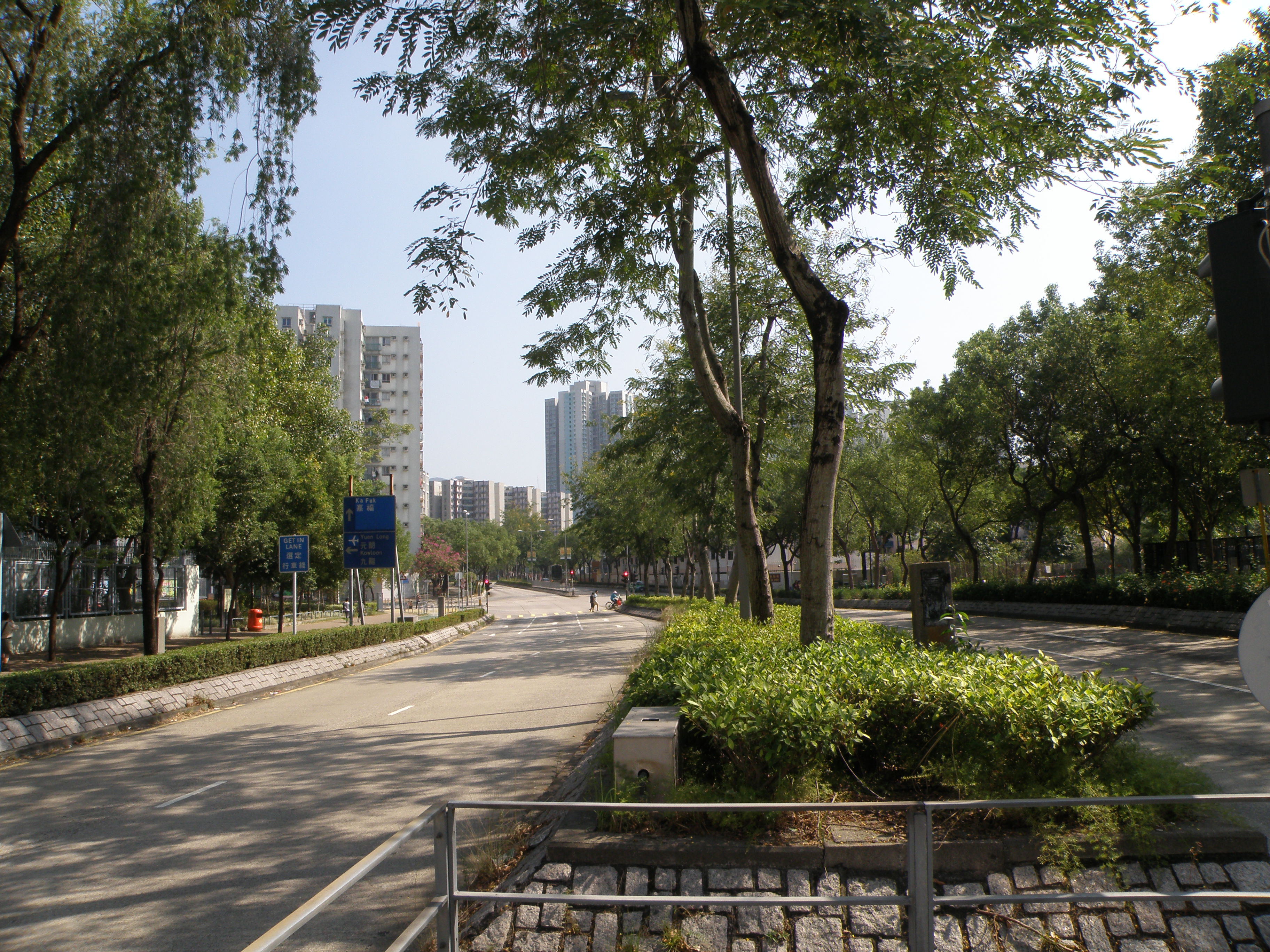
百和路西段近上水官立中學

百和路（英語：Pak Wo Road）是香港新界北區粉嶺及上水發展成新市鎮時興建的一條區域幹道。此路呈東西走向，東起粉嶺和合石，接連馬會道；西至上水彩園邨，接連彩園路。除接連彩園路的一段，全線皆為雙程4線分隔道路，以道路起點的和合石及道路中段所佔用的原百福村道命名。

## 特色
新市鎮內的粉嶺南發展區基本是以百和路作中軸線向外發展，另外此路是由粉嶺南前往上水（經掃管埔路或彩園路）及粉嶺北（經馬會道）最直接的道路，所以使用率不低，因此大部分由區外進入北區的巴士路線也會在繞經粉嶺南後，取道百和路前往上水或聯和墟，反方向亦然。在每年清明節及重陽節時，不少行人及特別巴士路線亦取道百和路來往和合石墳場及粉嶺站。

## 歷史
百和路於修築時的編號為D6（馬會道至掃管埔路）（其中一部分是由百福村道改建而成）及L10（餘下部分，另加上彩園路）。2008年，香港協辦北京奧運中的馬術比賽，其中在8月11日越野賽舉行當日，於百和路粉嶺鐵路站外設置其中一個穿梭巴士站，來往位於上水雙魚河的賽場，並實施一系列交通及人流改道措施。當時亦有區議員在北區區議會的會議上表示，擔心是次措施會令本來在上班時間經已繁忙的百和路人流與車流再加添上大壓力，影響北區往區外上班的人士，以及北區居民的正常生活。

## 沿路景點
- 蓬瀛仙館

## 交匯街道
| 東行                               | 西行                               |
| ---------------------------------- | ---------------------------------- |
| 東接馬會道                         |                                    |
| 9號幹線7C出口 粉嶺公路和合石交匯處 | 和興路                             |
|                                    | 9號幹線7B出口 粉嶺公路和合石交匯處 |
| 華明路、一鳴路                     |                                    |
|                                    | 偉明街                             |
| 華明路、一鳴路                     |                                    |
| 迴旋處 蝴蝶山路、置華里、置福圍    |                                    |
| 裕泰路                             | 裕泰路、吉祥街                     |
| 吉祥街                             |                                    |
| 掃管埔路 掃管埔交匯處              |                                    |
| 清曉路                             |                                    |
| 保健路、保榮路                     |                                    |
| 西接彩園路                         |                                    |

## 主要建築物及公共設施
從南端馬會道連接處到北端彩園路交界處：
- 和合石村
- 和興村
- 一鳴路公園
- 和興遊樂場
- 和興體育館
- 粉嶺南政府綜合大樓
- 華心邨
- 花都廣場
- 景盛苑
- 偉明街花園
- 欣盛苑
- 香海正覺蓮社佛教普光學校
- 嶺·樂活（興建中）
- 百福田心遊樂場
- 蝴蝶山村
- 蓬瀛仙館
- 粉嶺站
- 觀宗寺
- 百福村
- 粉嶺置福圍
- 中華基督教會基新中學
- 警察機動部隊總部
- 百和路遊樂場

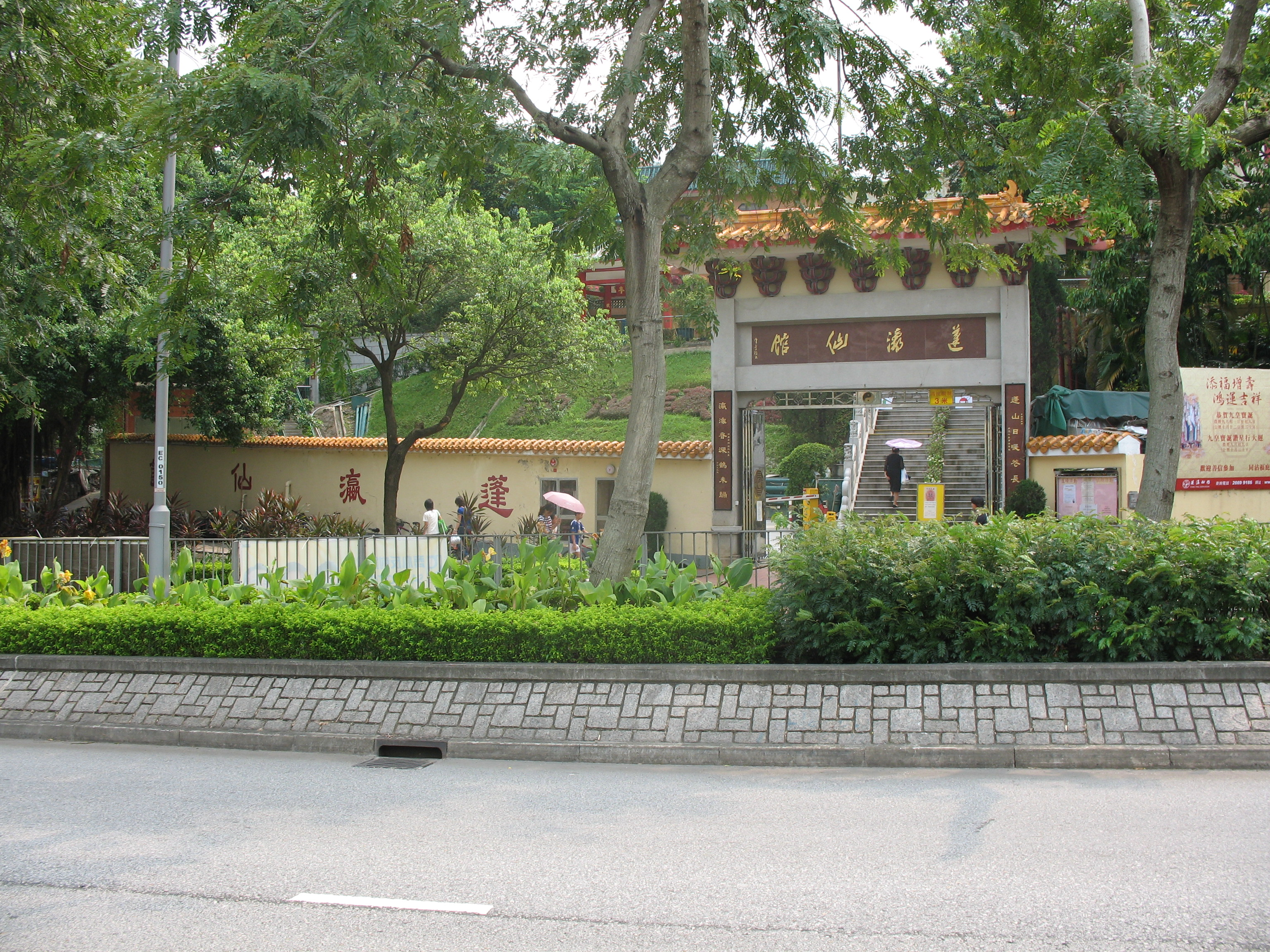
百和路旁的蓬瀛仙館
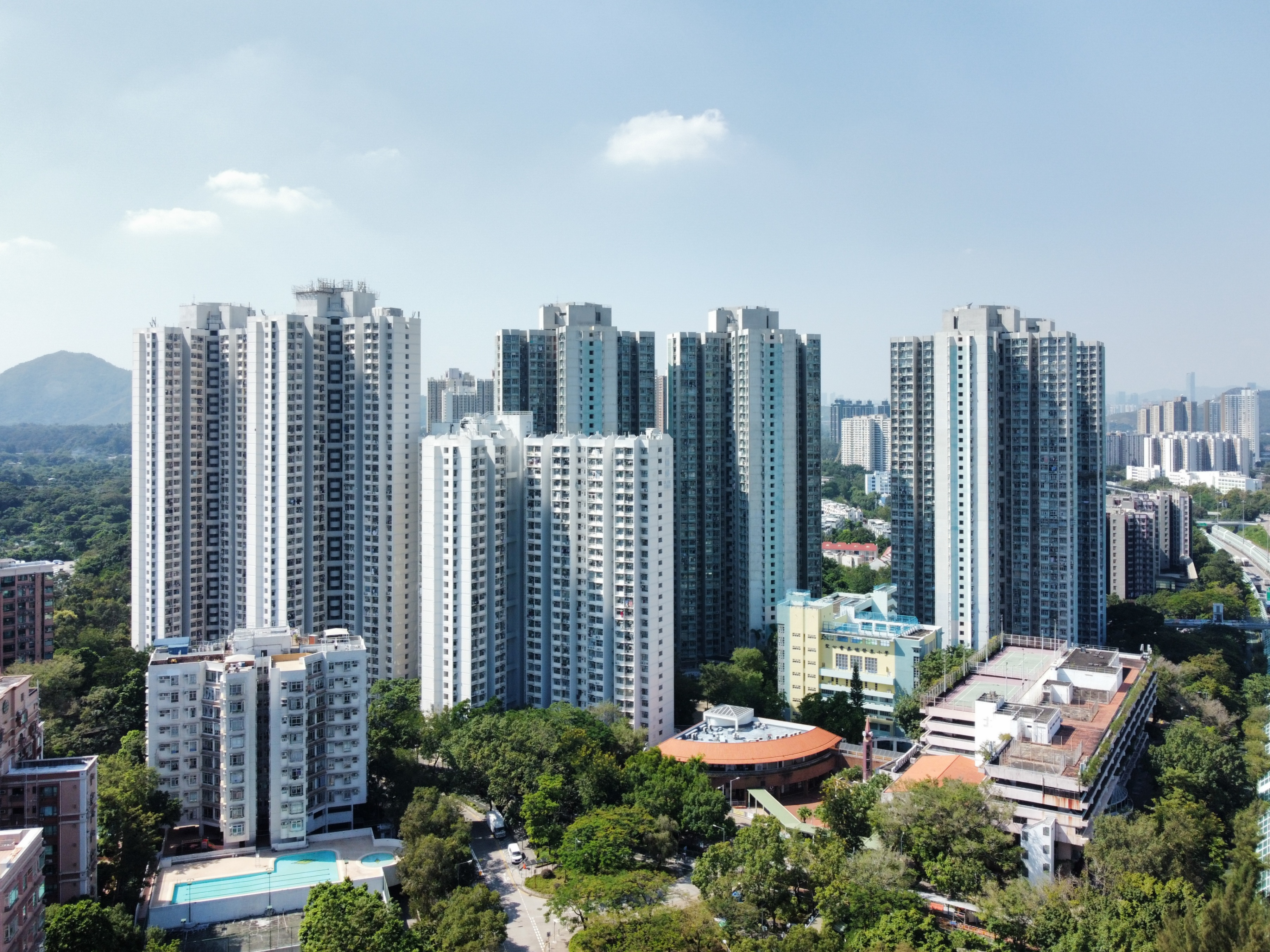
嘉福邨
- 嘉盛苑
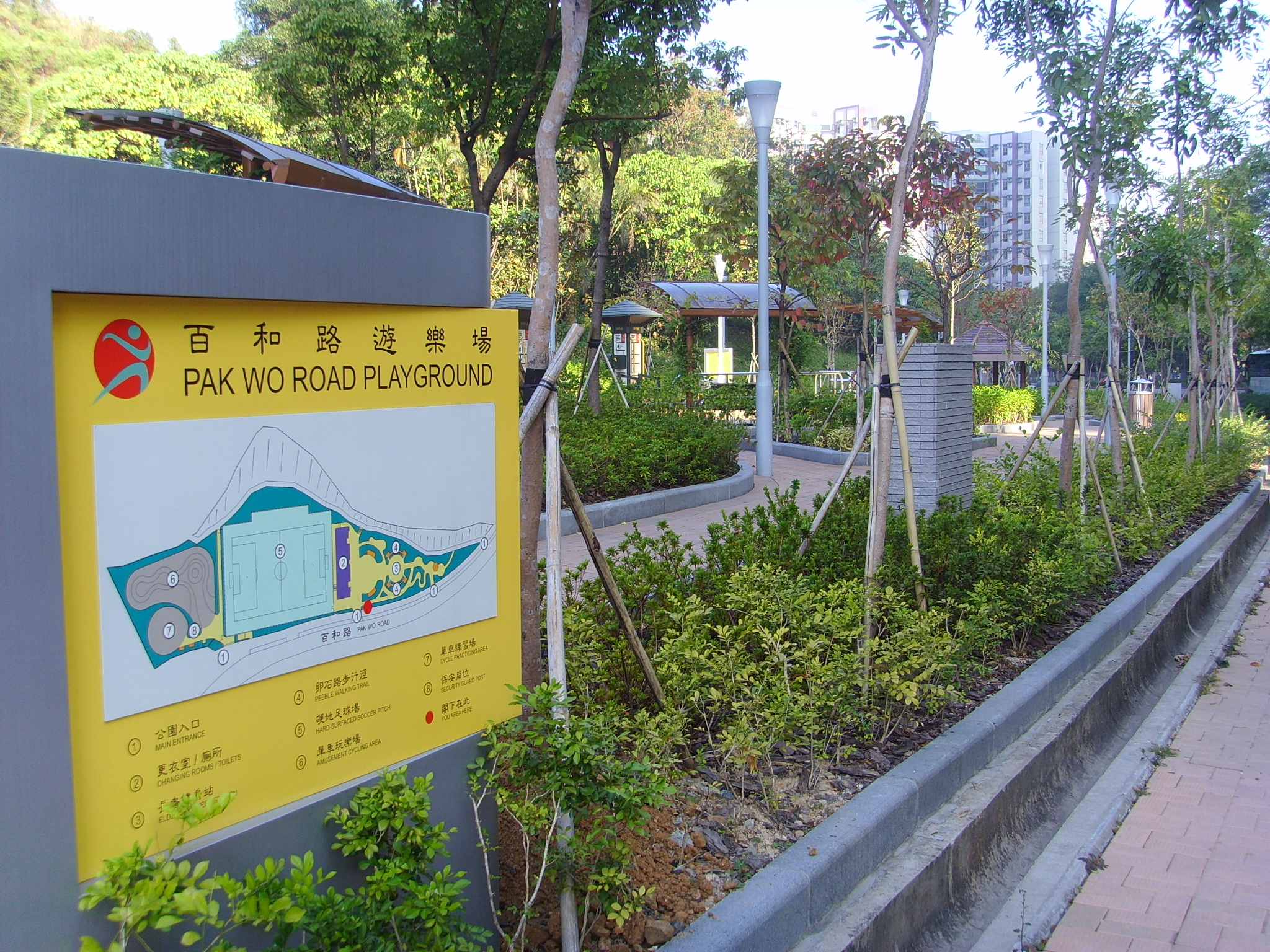
百福兒童遊樂場
- 翠彤苑
- 蔚翠花園
- 華慧園
- 欣翠花園
- 海裕苑
- 維也納花園
- 維翰路花園
- 清濤苑
- 保榮路遊樂場
- 上水官立中學
- 吳屋村
- 保榮路體育館
- 保榮路寵物公園
- 威尼斯花園
- 太平邨
- 彩園邨
- 旭埔苑
- 上水站

- 百和路旁的蓬瀛仙館
- 嘉福邨
- 百和路遊樂場

## 外部連結
- 百和路地圖

22°29′30″N 114°08′16″E / 22.4917401°N 114.1376628°E